# Kjetil André Aamodt
Kjetil André Aamodt, född den 2 september 1971 i Oslo, är en norsk före detta utförsskidåkare. 
Aamodt är en av världens mest framgångsrika utförsskidåkare genom tiderna. Han beskrivs som en komplett skidåkare då han är nästan lika bra i alla grenar och är en av endast fem manliga skidåkare som vunnit ett världscuplopp i alla fem discipliner. Han har tagit hela 20 medaljer i OS och VM, fler än någon annan. När han vann OS-guldet i Albertville 1992 blev han den yngsta skidåkare som tagit ett OS-guld. Han var samtidigt den äldste som vunnit ett OS-guld då han segrade i Super G i Turin 2006, dock så slogs rekordet av 35-åriga Mario Matt 2014. Han är den förste utförsåkare som lyckats ta fyra olympiska guldmedaljer. Han har vunnit totala världscupen en gång (1993-94). Och har totalt vunnit 21 världscupsegrar.
Den 6 januari 2007 blev Aamodt utsedd till Årets manliga idrottare vid Idrettsgallaen 2007. Samtidigt meddelade han i direktsänd TV att han slutar efter att ha varit knäskadad en tid.

## Meriter
- Kjetil har vunnit 21 världscupsegrar varav 1 i störtlopp, 5 i super G, 6 i storslalom, 1 i slalom och 8 i kombination.
- VM 1991 - silver i super-G
- OS 1992 - guld i super-G, brons i storslalom
- VM 1993 - guld i slalom och storslalom, silver i kombination
- OS 1994 - silver i störtlopp och kombination, brons i super-G
- Seger i Totala världscupen 1993/1994
- VM 1996 - brons i super-G
- VM 1997 - guld i kombination
- VM 1999 - guld i kombination, brons i störtlopp
- VM 2001 - guld i kombination, silver i storslalom
- OS 2002 - guld i super-G och kombination
- VM 2003 - silver i störtlopp, brons i kombination
- OS 2006 - guld i super-G

## Andra utmärkelser
- Aftenpostens guldmedalj 2006
- Norska sportjournalisternas statyett 2006
- Fearnleys olympiske ærespris för sina insatser i OS 2006.